# 范寧號驅逐艦 (DD-37)
范寧號驅逐艦（舷號DD-37）是一艘隸屬於美國海軍的驅逐艦，為保爾丁級驅逐艦的16號艦。她是美軍第一艘以范寧為名的軍艦，以紀念美國獨立戰爭時期的海軍軍官納芬尼爾·范寧（Nathaniel Fanning）。
范寧號在1911年於紐波特紐斯造船廠開始建造，在1912年下水服役。接著范寧號留在大西洋執勤。美國參與第一次世界大戰後，范寧號被派往英國、愛爾蘭及法國海域，掩護協約國商船，期間曾迫使德國U-58號潛艇投降。戰後范寧號在1919年退役，並在1924年轉交美國海岸防衛隊，負責截查酒精走私。1934年范寧號除籍，按倫敦海軍條約出售拆解。